# Blastodacna
Blastodacna é um gênero de traça pertencente à família Agonoxenidae.